# Zębiełek sumatrzański
Zębiełek sumatrzański (Crocidura beccarii) – gatunek owadożernego ssaka z rodziny ryjówkowatych (Soricidae). Występuje endemicznie w Indonezji (pasma górskie w północnej i zachodniej Sumatrze). Zamieszkuje górskie lasy deszczowe, na wysokościach 1800–2200 m n.p.m. Ekologia, tryb życia i wielkość populacji słabo poznane. Wylesianie na potrzeby rolnictwa, pozyskiwania drewna i urbanizacji, stanowi poważne zagrożenie dla tego gatunku, gdyż nie wiadomo jak dostosuje się do zmiany siedliska życia.  Jednak na wysokościach na których występuje ten gatunek, degradacja lasów postępuje wolniej i dlatego w Czerwonej księdze gatunków zagrożonych Międzynarodowej Unii Ochrony Przyrody i Jej Zasobów został zaliczony do kategorii niższego ryzyka LC.